# 범어사 현감당 묘전대사 진영
부산 범어사 현감당 묘전대사 진영(釜山 梵魚寺 玄鑑堂 妙全大師 眞影)은 부산광역시 금정구 범어사 성보박물관에 있는 조선시대의 현감당 묘전대사의 초상화이다. 2018년 1월 31일 부산광역시의 문화재자료 제99호로 지정되었다가, 2018년 2월 21일 지정번호를 제101호로 정정하였다.

## 개요
《 범어사 현감당 묘전대사 진영》(梵魚寺 玄鑑堂 妙全大師 眞影)은 범어사의 중창주인 묘전(妙全) 대사의 진영이다. 범어사는 임진왜란과 그 이후 화재로 인해 소실되었는데 광해군 5년 계축 (1613) 가을에 묘전대사를 비롯한 스님들이 중창하여 그 다음해 7월에 완료하였다고 전한다.
《 범어사 현감당 묘전대사 진영》은 한 폭의 화면으로 제작한 액자 형식이다. 향좌측 상 단 연한 녹색 바탕의 화제란에 백색으로 '차사 중창주 현감당 묘전 대선사 진영(此寺 重創主 玄鑑堂 竗全 大禪師 眞影)'이라 기록되어 있다. 인물상은 화면 중앙에 향좌측을 바라보고 연한 녹색의 천이 등받이에 드리운 의자에 앉아 있는 전신교의좌상으로 족좌대(足座臺)에 두발을 올리고 있다. 양팔은 의자 팔걸이에 얹고 오른손 새끼손가락을 살짝 들고 있으며, 왼손에는 어깨에 기댄 불장자를 쥐고 있다.인물상의 육신부는 주구를 바르고 윤곽선은 먹선 위에 주색으로 선을 겹쳐 그었다. 머리카락, 눈썹, 수염 등의 모근은 담묵으로 펴 바른 뒤 묵선을 사용하였다. 장삼은 담묵으로 바르고 주름은 먹선과 농담으로 묘사하였고, 그 위에 주색의 가사를 걸치고 있다. 가사의 이면은 군청과 백군을 사용하였으며, 가사의 연결 고리는 금색을 사용하여 표현하였다. 배경은 바닥과 벽을 표현하여 이단 구도로 구분지었다. 바닥은 화문석이 시문되어 있고, 벽은 주색 바탕에 먹선으로 구름, 칠보문 등의 길상문을 그려 넣어 꽉 채우고 있다.
《 범어사 현감당 묘전대사 진영》은 배경으로 표현된 바닥과 벽의 이단 구도를 비롯한 음영 기법이 가미된 인물 표현, 채색 기법 등에서 19세기의 특징을 잘 나타내고 있어 제작시점을 판단할 수 있다.

## 참고 자료
- 부산 범어사 현감당 묘전대사 진영 - 국가유산청 국가유산포털